# Bittacomorpha
Bittacomorpha is een geslacht van insecten uit de familie van de glansmuggen. De wetenschappelijke naam van het geslacht werd voor het eerst geldig gepubliceerd in 1835 door Westwood.

## Soorten
- Bittacomorpha occidentalis Aldrich, 1895
- Bittacomorpha clavipes (Fabricius, 1781)
  - = Tipula clauipes Fabricius, 1781